# Metro Kopenhagen

Logo der Metro Kopenhagen

Die Kopenhagener Metro ist die U-Bahn der dänischen Hauptstadt Kopenhagen und der angrenzenden Stadt Frederiksberg. Sie wurde im Jahr 2002 in Betrieb genommen, besteht aus bislang vier Linien und ist die einzige U-Bahn in Dänemark. Alle Linien verkehren fahrerlos und vollautomatisch. Die Metro wird vom Unternehmen Metro Service A/S betrieben, das für die Gleisanlagen und den Fahrbetrieb verantwortlich ist; sie gehört den italienischen Gesellschaften AnsaldoBreda, die 2015 von Hitachi Transportation Systems übernommen wurde, und Azienda Trasporti Milanesi (ATM).
Die Metro ist zusammen mit der S-Bahn der Hauptlastträger des öffentlichen Nahverkehrs von Kopenhagen. Während letztere vor allem den Großraum bedient, ist die Metro insbesondere für den Verkehr in der Innenstadt innerhalb und außerhalb der Seen und der Stadt Frederiksberg, als Verbindung zu den neuen Stadtteilen Nordhavn und Ørestad sowie zum Kopenhagener Flughafen ausgelegt. Die Fahrstromversorgung erfolgt über seitliche, von unten bestrichene Stromschienen.

## Liniennetz

### Linien

Karte der Kopenhagener Metro

Das Netz der Kopenhagener Metro bestand bis September 2019 aus zwei Linien in Form einer Y-Trasse. Diese befahren den Abschnitt zwischen Vanløse und Christianshavn gemeinsam. Nach Christianshavn teilt sich die Stammstrecke auf der Insel Amager in zwei Zweigstrecken zum Flughafen Kopenhagen bzw. nach Vestamager. Im September 2019 wurde eine zusätzliche Ringstrecke (Cityringen) eröffnet, die von der neu geschaffenen Linie M3 befahren wird. Seit 28. März 2020 ist der Nordast der Linie M4 bis Orientkaj in Betrieb. Die Eröffnung erfolgte wegen der COVID-19-Pandemie stillschweigend. Der Südast der M4 bis København Syd wurde am 22. Juni 2024 eröffnet.
| Linie | Strecke                            | Länge   | Fahrtdauer | Stationen | Durchschnittsgeschwindigkeit |
| ----- | ---------------------------------- | ------- | ---------- | --------- | ---------------------------- |
|       | Vanløse ↔ Vestamager (West-Amager) | 13,7 km | 22 Minuten | 15        | 37,36 km/h                   |
|       | Vanløse ↔ Lufthavnen (Flughafen)   | 14,2 km | 24 Minuten | 16        | 35,5 km/h                    |
|       | Ringlinie (Cityringen)             | 15,5 km | 24 Minuten | 17        | 38,75 km/h                   |
|       | København Syd ↔ Orientkaj          | 12,2 km | 21 Minuten | 13        | 34,86 km/h                   |

Neben den Metro-Linien besteht in der Stadt ein klassisches S-Bahn-Netz, genannt S-tog. S-Bahn und Metro bilden gemeinsam das Rückgrat des innerstädtischen und regionalen Nahverkehrs im Großraum Kopenhagen. Die Metro ist zusammen mit den sonstigen Nahverkehrsmitteln in Kopenhagen zu einem Verkehrsverbund zusammengeschlossen, der sich in einzelne Zonen aufteilt. Übergangsmöglichkeiten zwischen Metro und S-Bahn ergeben sich auf den Bahnhöfen Nørreport, Flintholm und Vanløse sowie auf der neuen Ringlinie auf den Bahnhöfen Nørrebro, København H und København Syd.
Die Metrozüge verkehren rund um die Uhr. Im innerstädtischen Bereich ergibt sich durch Linienbündelung der M1 und M2 eine Zugfolge von zwei bis drei, auf den beiden Streckenästen auf Amager von vier bis sechs Minuten. In den Nächten von Montag bis Freitag verkehren die Züge zwischen 0 und 5 Uhr im Zwanzigminuten-, in den Wochenendnächten im Viertelstundentakt.

### Fahrgastzahlen
Die Fahrgastzahlen der Kopenhagener Metro steigen trotz anfänglicher technischer Probleme stetig. Besonders durch die Möglichkeit, Fahrräder mitzunehmen, aber auch durch die Streckenverlängerung konnten die Zahlen beispielsweise im Vergleich von 2003 zu 2004 um 70 Prozent gesteigert werden. Im Jahr 2002 wurden rund drei Millionen Fahrgäste befördert, 2003 rund 20 Millionen, 2004 rund 34 Millionen, 2005 etwa 36 Millionen und im Jahr 2010 schließlich 52 Millionen.
2019 wurde mit 78,8 Millionen Fahrgästen ein neuer Rekord erreicht.
Szenarien sehen außerdem vor, dass 2030 88 Millionen Fahrgäste befördert werden.

### Stationen

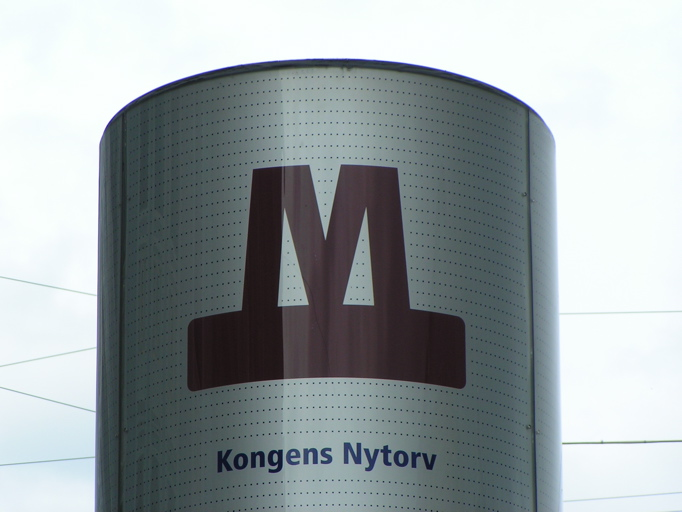
Eine der Säulen mit dem rotbraunen „M“

Die Stammlinie bestand aus 22 U-Bahn-Stationen, von denen neun im Tunnel liegen. Sie wurden wie die Züge nach einem Entwurf von „Giugiaro Design“ konzipiert und sollen möglichst zeitlos wirken. Laut Robert Schwandl führte diese Zeitlosigkeit zu „[…] einer übertriebenen Monotonie […]. Fahrgäste können ihre Station allein am Namen auf dem Stationsschild erkennen.“ Die Stationsschilder im Straßenraum sind „Metro-Säulen“. Diese fünf Meter hohen Säulen wurden vom dänischen Designer Knud Holscher gestaltet und tragen neben einer elektronischen Fahrtenanzeige ein rotbraunes „M“ und den Namen der jeweiligen Station. Die Lochgitter der Säulen werden nachts von innen heraus farbig beleuchtet. Seit der Inbetriebnahme des Cityringen ist die Zahl der Stationen auf 37 gestiegen.
Jeder U-Bahnhof sollte möglichst hell sein und, so weit es geht, ohne meist als störend empfundenes künstliches Licht auskommen. Dies hatte zur Folge, dass zahlreiche neue Gestaltungsmerkmale in das Konzept aufgenommen worden sind. Die Bahnsteigzugänge liegen in Schächten in Bahnsteigmitte. In diesen liegen Rolltreppen, die in zwei oder mehr Abschnitten vom Straßenniveau zum Bahnsteig führen. Zusätzlich gibt es Aufzüge als barrierefreie Zugangsmöglichkeiten. Die U-Bahnhöfe sind an der Oberfläche durch die Glaspyramiden gekennzeichnet, durch die Tageslicht bis zum Bahnsteig dringt, da es mit Ausnahme des Bahnhofs Frederiksberg keine Zwischengeschosse gibt. Verstärkt wird dies noch durch eine Anzahl von Prismen, die ebenfalls Licht hineinwerfen. Alle Tunnelstationen sind zur Sicherheit mit Bahnsteigtüren ausgestattet, sie öffnen türenbündig nach dem Halt des Zuges. Die Untergrundbahnhöfe befinden sich sowohl in geringer Tieflage (etwa 5 bis 8 Meter), als auch in Lagen von bis zu 20 Metern. An allen Stationen befinden sich Fahrstühle und Rolltreppen, die direkt zur Oberfläche führen, Blindenleitsysteme sind ebenfalls vorhanden (Taststreifen und Blindenschrift).

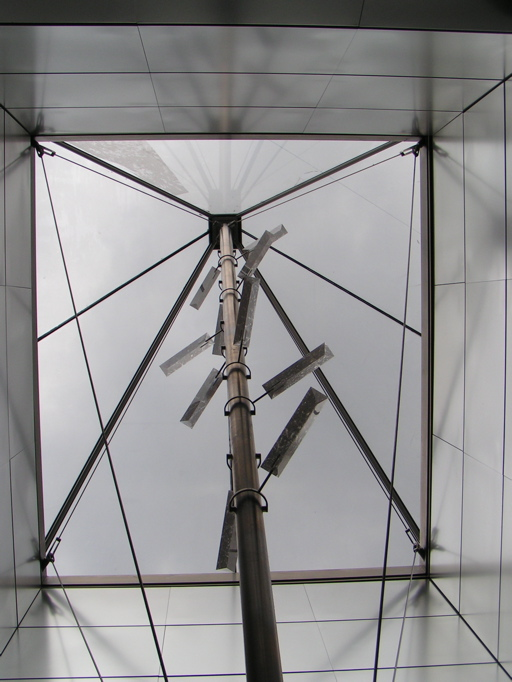
Prismen erhellen die Stationen

Die 13 oberirdischen Stationen sind, wie die Tunnelstationen, ganz mit Glas, Stahl und Beton ausgestaltet, und besitzen ebenso Rolltreppen sowie Aufzüge. An diesen Stationen wurde zuerst auf den Einsatz von Bahnsteigtüren verzichtet und stattdessen ein Sicherheitssystem mit der Bezeichnung „Obstacle Detection System“ installiert, das Hindernisse beziehungsweise Personen auf den Gleisen erkennt und bei Bedarf sofort einen Notalarm einleitet. Um die Betriebszuverlässigkeit zu erhöhen, wurden bis 2015 alle oberirdischen Stationen mit Bahnsteigtüren nachgerüstet und das „Obstacle Detection System“ ersetzt.
Fast alle Bahnsteige sind als Inselbahnsteige ausgeführt und 60 Meter lang. Eine Ausnahme ist nur Nørreport, dort ist der Bahnsteig aufgrund der Übergangsmöglichkeit zur S- und Fernbahn und der Funktion als Zentrumsbahnhof 80 Meter lang. Sämtliche Stationen sind mit Kamerasystemen ausgestattet. Nur an bestimmten Bahnhöfen gibt es sogenannte „Metro Stewards“, die für die Fahrgastbetreuung zuständig sind und ein positives Sicherheitsgefühl bewirken sollen.

## Geschichte

### Vorgeschichte
Seit Jahrzehnten galt es in Kopenhagen als notwendig, die Innenstadt durch ein Schienenverkehrsmittel zu erschließen – die Straßenbahn wurde – wie in anderen westeuropäischen Metropolen – 1972 eingestellt. Zu dieser Zeit gab es den Plan, die S-Bahn wie in Berlin im Tunnel durch das Zentrum verlaufen zu lassen, was die Stadtverwaltung jedoch bald aufgab. Die Gründe dafür waren einerseits das wesentlich größere Tunnelprofil bei Strecken mit Oberleitung und somit ein erheblicher finanzieller Aufwand, und andererseits, dass die S-Bahn für Strecken mit großen Haltepunktabständen und somit nicht für die Innenstadt konzipiert war. Die Verbindung sollte nicht nur das Zentrum in Ost-West-Relation besser erschließen, sondern dazu jenes mit der stetig an Bevölkerung wachsenden Insel Amager.

### Auftragsvergabe und Gesellschaftsgründungen

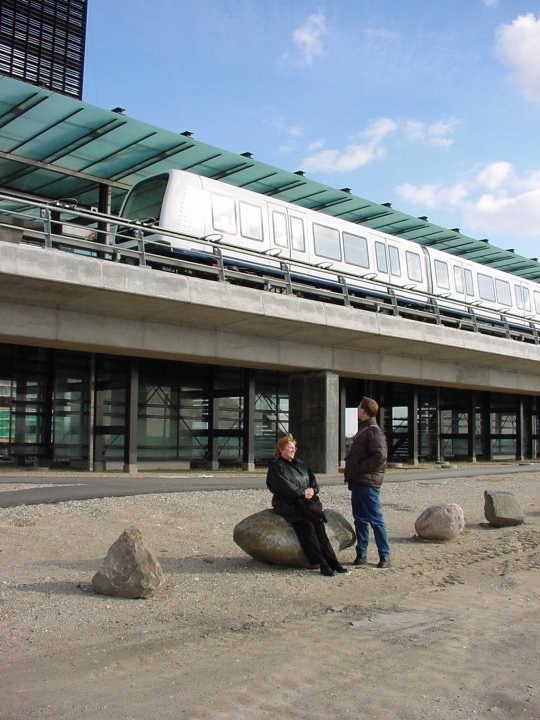
Der neue Hochbahnhof Ørestad. Hier entstand auch die gleichnamige Betriebswerkstatt

Am 24. Juni 1992 verabschiedete das Folketing, das dänische Parlament, ein Gesetz zum Bau des neuen Stadtteils Ørestad auf der südlichen Insel Amager. Am 11. März 1993 wurde die Ørestadsselskabet (deutsch: Ørestad-Gesellschaft) mit dem Ziel des Ausbaus der Infrastruktur gegründet. Diese Gesellschaft gehört zu 55 % der Gemeinde Kopenhagen, den Rest besitzt der dänische Staat, in Person des Verkehrsministers. Die Gesellschaft untersuchte unter anderem den Bau eines neuen Verkehrsmittels, um den neuen Stadtteil auch günstig an das Zentrum anzubinden. So gab es Varianten, die eine Wiedereinführung der Straßenbahn vorsahen, aber auch die Einführung einer Stadtbahn war in den Plänen enthalten.
Letztendlich wurde am 3. Januar 1996 aufgrund des besten Kosten-Nutzen-Verhältnisses der Bau einer automatisch betriebenen Metro beschlossen. Der Auftrag wurde an das Konsortium mit dem Namen Comet sowie die italienische Firma Ansaldo Trasporti vergeben und umfasste ein Volumen von etwa 2,94 Milliarden dänische Kronen (entspricht etwa 394 Millionen Euro). Comet steht für Copenhagen Metro Construction Group, darin sind die Unternehmen Tarmac Construction of Great Britain with Bachy, Ilbau, SAE-International, Astaldi sowie Christiani & Nielsen enthalten. Diese sind für den Bau der Hochbahnanlagen, Tunnel und Stationen zuständig, Ansaldo Trasporti dagegen für das automatische Betriebssystem und die Züge. Außerdem wurde Ansaldo Trasporti verpflichtet, den Betrieb für fünf Jahre zu führen, um bei anfänglichen technischen Schwierigkeiten schnell eingreifen zu können.
Der Bau der Metro ist in drei beziehungsweise vier Phasen unterteilt. In Phase 1 sollte das Grundnetz zwischen Nørreport und den beiden Abzweigen nach Vestamager beziehungsweise Lergravsparken gebaut werden. Phase 2a bestand in der Verlängerung der Strecke vom S-Bahnhof Nørreport in Richtung Westen über das Stadtzentrum bis nach Frederiksberg. Phase 2b beinhaltet die Verlängerung dieser Strecke weiter nach Westen bis nach Vanløse. Zur Phase 3 gehört die Flughafenstrecke und die Østamagerbahn von Lergravsparken bis „Københavns Lufthavn“.
Zuvor wurde im Februar 1995 der Bau einer SPNV-Strecke nach Frederiksberg in Zusammenarbeit mit eben jener Kommune abgeschlossen. Dafür wurde eine Tochtergesellschaft mit dem Namen Frederiksbergbaneselskabet I/S gegründet, die wiederum Auftraggeber an die jeweiligen Baufirmen ist. An dieser Gesellschaft hält die Ørestad-Gesellschaft 30 Prozent, die nach Einwohnern fünftgrößte Stadt Dänemarks Frederiksberg 70 Prozent. Zu jener Strecke gehört heute der Abschnitt zwischen Vanløse und Nørreport.
Gleiches geschah mit der zukünftigen Strecke zum Flughafen Kopenhagen-Kastrup im September 1995. Hier gründete die Ørestad-Gesellschaft mit der Gemeinde Kopenhagen eine Tochtergesellschaft mit dem Namen Østamagerbaneselskabet I/S, die ebenfalls Auftraggeber für die Baufirmen ist. An der Tochterfirma hält die Gemeinde 45 %, die Ørestad-Gesellschaft 55 %. Zur Østamagerbahn gehört die Strecke zwischen Lergravsparken und dem Flughafen.

### Phase 1

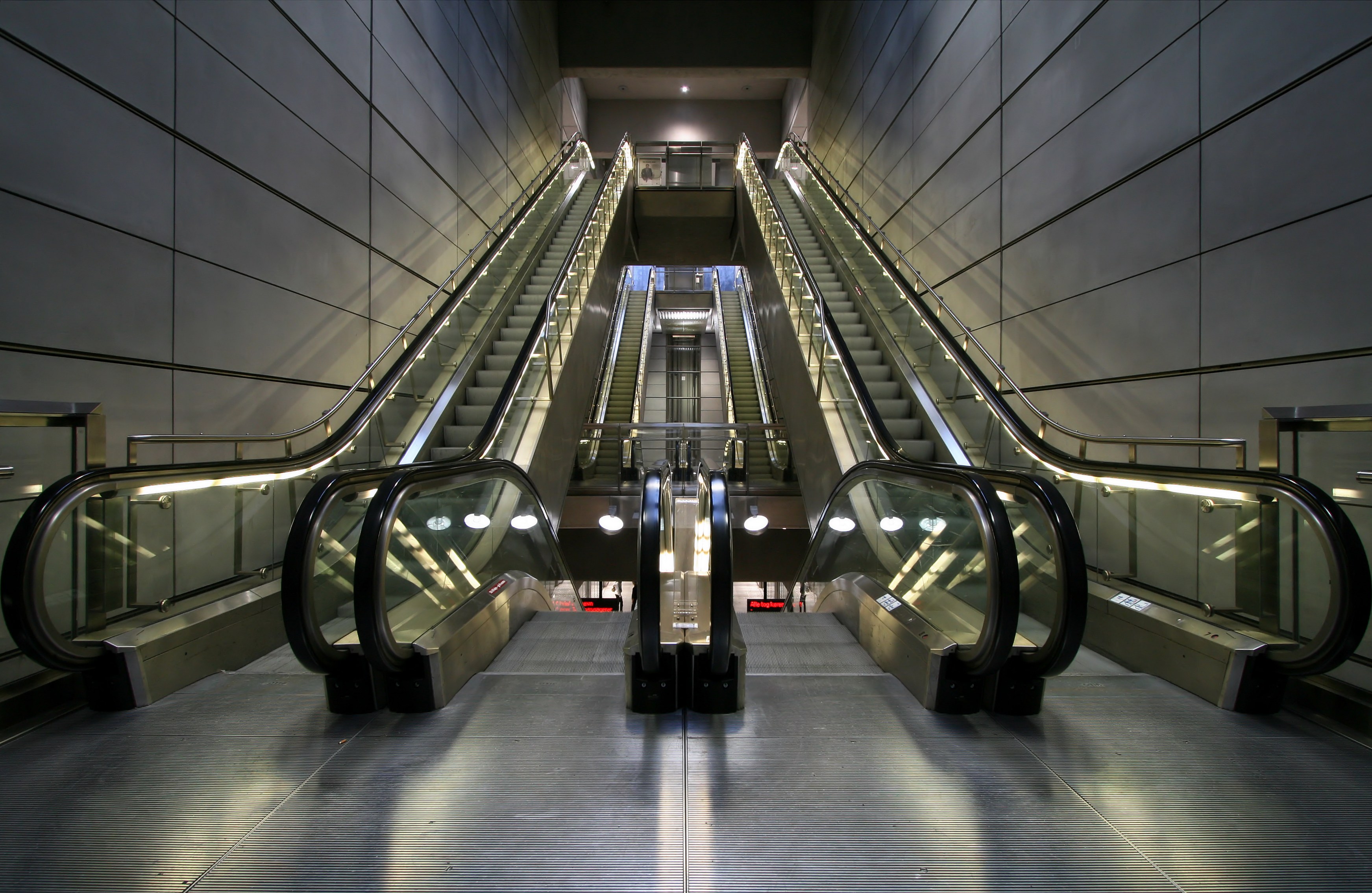
Gestaltung der Kopenhagener Metrostationen

Die Bauarbeiten für die Phase 1, das heißt der elf Kilometer langen Strecke zwischen Nørreport im Zentrum sowie Vestamager (Strecke nach Ørestad) und Lergravsparken (Strecke in Richtung Flughafen), begannen im Januar 1997. Diese Grundstrecke mit den beiden Abzweigen besitzt elf Stationen auf sechs Kilometer Tunnelstrecke, drei Kilometer Hochbahn und zwei Kilometer aufgeschütteter Damm. Die Tunnelstrecke wurde mit der Neuen Österreichischen Tunnelbauweise (NÖT), der Cut-and-cover-Methode unter Einsatz verschiedener Tunnelbohrmaschinen erbaut, wobei planungsentscheidend war, dass der Kopenhagener Boden hauptsächlich aus Kalkstein besteht. Alle Tunnelstationen wurden per Deckelbauweise ausgeführt. Der Tunneldurchmesser beträgt 4,9 Meter, ein Tunnelabschnitt wiegt 3,13 Tonnen. Für die Errichtung eines Verbindungstunnels zum Umsteigen an der S-Bahn-Station Nørreport musste die Hälfte des Bahnsteigs zwei Jahre gesperrt werden. Um die neue Strecke betreiben zu können, wurden insgesamt 19 Gelenkwagen bestellt, die in die neu errichtete Betriebswerkstatt Ørestad geliefert wurden.
Dabei wurde zuerst die Metro zum neuen Stadtteil gebaut und erst danach die verschiedenen Gebäude dort errichtet, unter anderem ein Zweig der Kopenhagener Universität, das Konzerthaus Kopenhagen (gestaltet vom französischen Architekten Jean Nouvel) und eine IT-Schule. So hat die U-Bahn eine Erschließungsfunktion und lockt damit Investoren an, die das Bauland dort kaufen und bebauen lassen. Durch den Erlös wiederum werden die Baukosten der neuen Metro gedeckt. Es ist geplant, nördlich und südlich des Bahnhofs Ørestad zwei neue Stationen zu bauen, die Ørestad Nord und Ørestad Syd heißen würden. Diese werden jedoch erst ab einer gewissen Einwohnerzahl realisiert.
Die erste Strecke wurde am 19. Oktober 2002 von der dänischen Königin Margrethe II. feierlich eröffnet. Knapp 70.000 Fahrgäste, sowohl aus der Stadt Kopenhagen als auch aus dem In- und Ausland, besuchten am Eröffnungswochenende das neue Verkehrsmittel. Die ersten kommerziellen Fahrten begannen zwei Tage später im Sechsminutentakt zwischen Nørreport und Christianshavn; die Außenstrecken nach Lergravsparken und Vestamager wurden in einem Zwölfminutentakt bedient. Mit Genehmigung des dänischen Eisenbahnamtes konnte die Fahrtenfolge ab dem 2. Dezember 2002 auf viereinhalb Minuten verdichtet werden, ab dem 17. Dezember auf drei Minuten.

### Phase 2a und 2b

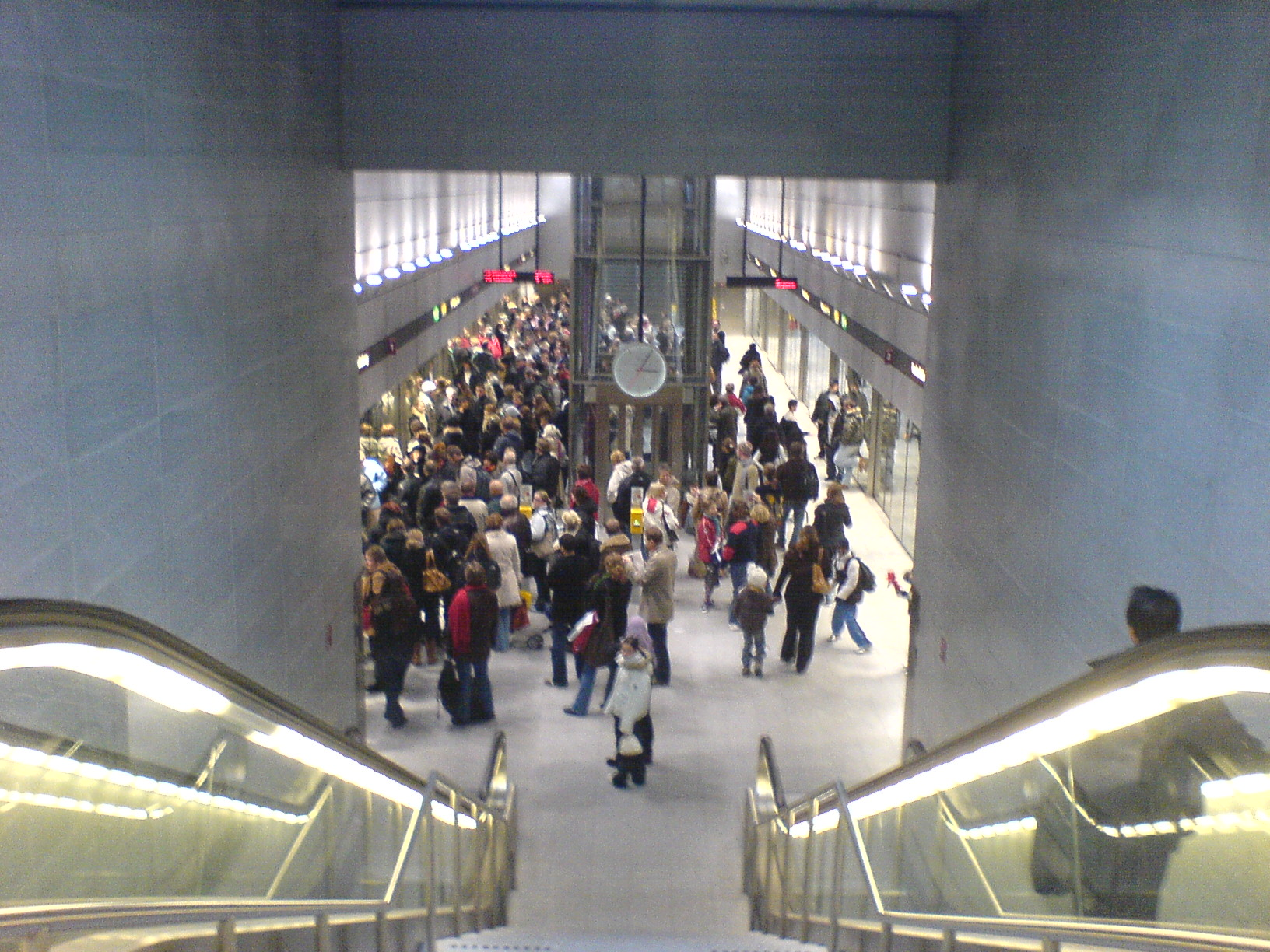
Bahnhof Frederiksberg

Historische Karte der Kopenhagener Metro (u. a. noch ohne die Ringlinie M3)

Nachdem mit Phase 1 das Grundnetz der Kopenhagener Minimetro fertiggestellt war, musste die Phase 2a mit einer Verlängerung in Richtung Frederiksberg realisiert werden. Die zweite Bauetappe ist im Gegensatz zur ersten Phase ausschließlich im Tunnel gelegen, beinhaltet aber auch nur zwei neue Bahnhöfe (Forum und Frederiksberg) auf einer Strecke von drei Kilometern. Bis zum Jahr 2000 wurde die Strecke Vanløse–Frederiksberg oberirdisch von S-Bahn-Zügen befahren. Die Züge verkehrten von Klampenborg über den heutigen Nordteil der Ringbahn bis zum Spitzkehrenbahnhof Vanløse und von dort über die „Frederiksbergbane“ zum Endbahnhof Frederiksberg. Bis zum Tunnelportal am Hp Fasanvej wurde das Planum der Frederiksbergbane für die U-Bahn wieder genutzt, auch der Bahnsteig im Bahnhof Vanløse wurde an der bisherigen Stelle errichtet. Die Verbindungen zum S-Bahn-Netz wurden entfernt. Der Abschnitt zwischen Nørreport über Forum nach Frederiksberg wurde am 29. Mai 2003 in Betrieb genommen.
Die Phase 2b wurde noch im selben Jahr am 12. Oktober 2003 realisiert und umfasst den Abschnitt Frederiksberg–Vanløse. Die Etappe 2b ist 2,8 km lang, wovon etwa 700 Meter im Tunnel verlaufen, die Tunnelrampe befindet sich kurz hinter dem Bahnhof Solbjerg. Auf den restlichen 2,1 km fährt die Metro auf einem Damm. Insgesamt hatte die Strecke bei der Eröffnung drei S–Bahnhöfe. Der vierte, Flintholm, wurde erst einige Monate später für den Verkehr freigegeben, da nachträglich beschlossen wurde, hier als Ersatz für die in Valnøse entfallenen Umsteigemöglichkeiten einen Turmbahnhof für die S-Bahn-Linien F (neue Ringbahn) und H (Frederikssundbahn) sowie der Metro zu bauen. Die Eröffnung dieses Kreuzungsbahnhofs fand am 24. Januar 2004 statt.

### Phase 3 – Østamagerbanen (Lergravsparken – Flughafen)
Im Mai 2001 wurde die Phase 3 des Kopenhagener Metro-Projekts beschlossen: Die „Østamagerbanen“ sollte Lergravsparken mit dem Flughafen Kopenhagen-Kastrup verbinden, womit eine zweite Verbindung zwischen dem Flughafen und der Innenstadt entstehen würde. Die 4,2 km lange Strecke, wovon vier Kilometer in Dammlage liegen, sollte fünf Bahnhöfe haben, die alle oberirdisch gelegen sind: Øresund, Amager Strand, Femøren, Kastrup und als Endstation Lufthavnen. Die Fahrgastprognosen für die einzelnen Bahnhöfe lagen im Jahr 2002 zwischen 5300 (Kastrup) und 6500 Fahrgästen pro Tag (Lufthavnen). Nur für die Station Amager Strand ist ein sehr niedriger Wert von 1400 Personen prognostiziert worden. Im Jahr 2010 sollen 257.000 Personen täglich die 1,5 Milliarden Dänische Kronen (etwa 200 Millionen Euro) teure Strecke zum Flughafen nutzen. Für die neue Strecke wurden bei Ansaldobreda acht neue Einheiten bestellt, sodass nach dieser Lieferung insgesamt 34 Wagen in Betrieb sind. Die Eröffnung der Streckenverlängerung zum Flughafen fand am 28. September 2007 statt, damit wurde das Grundkonzept der Metro Kopenhagen bereits erfüllt. Am Flughafen besteht eine Übergangsmöglichkeit zu den Zügen der Öresundsbahn.

### Phase 4 – Cityring (København H – Kongens Nytorv – Nørrebro – København H)
In den ersten drei Phasen wurde unter anderem der Flughafen und das Stadtentwicklungsgebiet Ørestad auf der Insel Amager mit dem Kopenhagener Zentrum verbunden. Mit diesem Cityring sollte nun die Erreichbarkeit der Innenstadt mit öffentlichen Verkehrsmitteln verbessert werden, wo die letzte Straßenbahnlinie bereits 1972 auf Busbetrieb umgestellt wurde. Deshalb schlugen die dänischen Verkehrsexperten erstmals 1999 einen Metroring vor, um die wichtigsten Punkte der Stadt miteinander zu verbinden. Eine gut 15 Kilometer lange Linie mit 17 Stationen, davon 15 neue,  sollte zwischen dem Hauptbahnhof, Kongens Nytorv, dem Bahnhof Østerport, dem Kopenhagener Norden, der Gemeinde Frederiksberg und dem Tove Ditlevsen Plads verkehren. Im Januar 2004 stellte das dänische Verkehrsministerium mehrere Varianten für Streckenführungen vor. Wichtigster Diskussionspunkt dabei war, ob die Strecke über die schon vorhandene Metrostation Forum oder Frederiksberg führen soll. Am 29. September 2019 wurde die Ringstrecke mit der neuen Linie M3 offiziell eröffnet. Vom Cityring zweigt seit dem 28. März 2020 die Linie M4 zum Orientkaj ab. Am 22. Juni 2024 wurde der Südast der M4 bis nach København Syd verlängert.

## Neue Streckenprojekte
Insgesamt befinden sich derzeit acht mögliche Erweiterungen in einer Potentialanalyse und eines in der konkreten Planung.

### Lynetteholm und zweiter Cityring
Die Stadt Kopenhagen plant, im Hafen eine neue Insel namens Lynetteholmen zu bauen. Zur Erschließung durch den ÖPNV wurden zunächst eine nördliche Verlängerung der Linie M4 und zwei Varianten einer neuen Metrolinie M5 von København H aus untersucht. Nach der Vorplanung wurde die M5 als potentieller zweiter Cityring ausgestaltet. Dieser führt von København H aus zunächst nach Amager und kreuzt dort die M1 in DR Byen und die M2 in Lergravsparken. Daraufhin soll sie nördlich verlaufen, um Lynetteholm anzubinden, bevor sie in Østerport endet. Eine Schließung des Rings über Rigshospitalet und eine Kreuzung mit der M1/M2 am Forum ist ebenfalls als Option aufgeführt. Die aktuellen Planungen sehen vor eine erste Phase bis 2036 zwischen København H über Amager mit sechs Stationen bis zum Prags Boulevard Øst zu bauen und diese dann bis 2045 nach Lynetteholmen mit drei weiteren Stationen zu verlängern.

### Øresundsmetro nach Malmö
| \| \| \| Ri. Bellahøj, ggf. Ringlinie \| \| \| \| \| København H M3, M4 \| \| \| \| \| Sydhavnen \| \| \| \| \| Islands Brygge M1 \| \| \| \| \| Amagerbro M2 \| \| \| \| \| v/Prags Boulevard \| \| \| \| \| Ri. Lynetteholm, ggf. Ringlinie \| \| \| \| \| \| \| \| \| \| Saltholm \| \| \| \| \| Öresund, dänisch-schwedische Grenze \| \| \| \| \| Västra Hamnen Norra \| \| \| \| \| Västra Hamnen Södra \| \| \| \| \| Malmö C \| \| |  |                                     |                                 |
| |  | Ri. Bellahøj, ggf. Ringlinie        |                                 |
| U-Bahn-Turmbahnhof mit Tunnelstrecke (Strecke geradeaus außer Betrieb) (im Tunnel) |  | København H M3, M4                  | København H M3, M4              |
| U-Bahn-Strecke unter Wasserlauf (Strecke außer Betrieb) (im Tunnel) |  | Sydhavnen                           | Sydhavnen                       |
| U-Bahn-Turmbahnhof mit Tunnelstrecke (Strecke geradeaus außer Betrieb) (im Tunnel) |  | Islands Brygge M1                   | Islands Brygge M1               |
| U-Bahn-Turmbahnhof mit Tunnelstrecke (Strecke geradeaus außer Betrieb) (im Tunnel) |  | Amagerbro M2                        | Amagerbro M2                    |
| U-Bahn-Bahnhof (Strecke außer Betrieb) (im Tunnel) |  | v/Prags Boulevard                   | v/Prags Boulevard               |
| U-Bahn-Abzweig geradeaus, nach links und von links (Strecke außer Betrieb) (im Tunnel) |  | Ri. Lynetteholm, ggf. Ringlinie     | Ri. Lynetteholm, ggf. Ringlinie |
| U-Bahn-Strecke unter Wasserlauf (Strecke außer Betrieb) (im Tunnel) |  |                                     |                                 |
| U-Bahn-Strecke (außer Betrieb) (im Tunnel) |  | Saltholm                            | Saltholm                        |
| |  | Öresund, dänisch-schwedische Grenze |                                 |
| U-Bahn-Haltepunkt / Haltestelle (Strecke außer Betrieb) (im Tunnel) |  | Västra Hamnen Norra                 | Västra Hamnen Norra             |
| U-Bahn-Haltepunkt / Haltestelle (Strecke außer Betrieb) (im Tunnel) |  | Västra Hamnen Södra                 | Västra Hamnen Södra             |
| U-Bahn-Kopfbahnhof Streckenende (Strecke außer Betrieb) (im Tunnel) |  | Malmö C                             | Malmö C                         |

Weil nach Eröffnung des Fehmarnbelttunnels zwischen Deutschland und Dänemark eine Überlastung der bestehenden Öresund-Schienenverbindung zwischen Dänemark und Schweden (Bahnstrecke København–Malmö) erwartet wird, soll eine Metrolinie unter dem Öresund nach Malmö, genannt „Øresundsmetro“, gebaut werden. Die knapp 22 Kilometer lange Strecke soll voraussichtlich von der Strecke der Linie M5 nach Lynetteholm (in älteren Berichten von einer Ringlinie M6/M7) abzweigen, und auch unter Saltholm verlaufen und anschließend den Bahnhof Malmö Central erreichen. Weitere Verlängerungsmöglichkeiten in Malmö werden untersucht. Von Kopenhagen H bis Malmö C ist eine Fahrzeit von knapp 20 Minuten geplant, in der Hauptverkehrszeit ist ein Takt von 90 Sekunden vorgesehen. Der Bau soll knapp 30 Milliarden dänische Kronen (ca. 4 Milliarden Euro) kosten, eine Eröffnung wird für 2035 geplant. Würde eine derartige U-Bahn gebaut, wäre sie die erste U-Bahn weltweit, die eine internationale Grenze überquert.

### Weitere mögliche Linien
Neben diesen Projekten gibt es noch weitere Linien die derzeit von der Kopenhagener Kommunalverwaltung untersucht werden:
- Neue Linie zwischen Rigshospitalet und Herlev Hospital
- Ein Anschluss von Tingbjerg, wobei diese entweder über Verlängerung der M1/M2 von Vanløse St. aus oder als eine Abzweigung von der neuen M5 ab Stengade St.
- Eine Verlängerung der M4 ab København Syd, entweder nach Hvidovre Hospital oder Emdrup St.
- Eine neue Linie von Tuborg Havn zum Kopenhagener Flughafen
- Eine neue Linie von Bispebjerg Hospital nach Holmen

## Züge

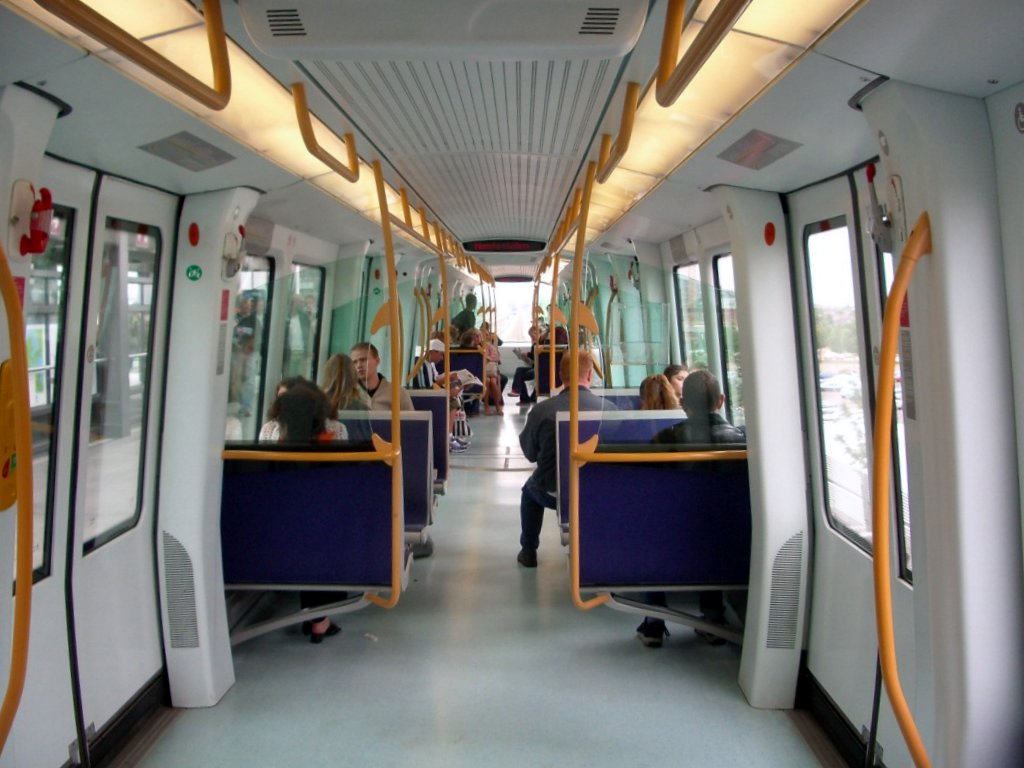
Innenraum der von AnsaldoBreda konzipierten und gebauten Züge

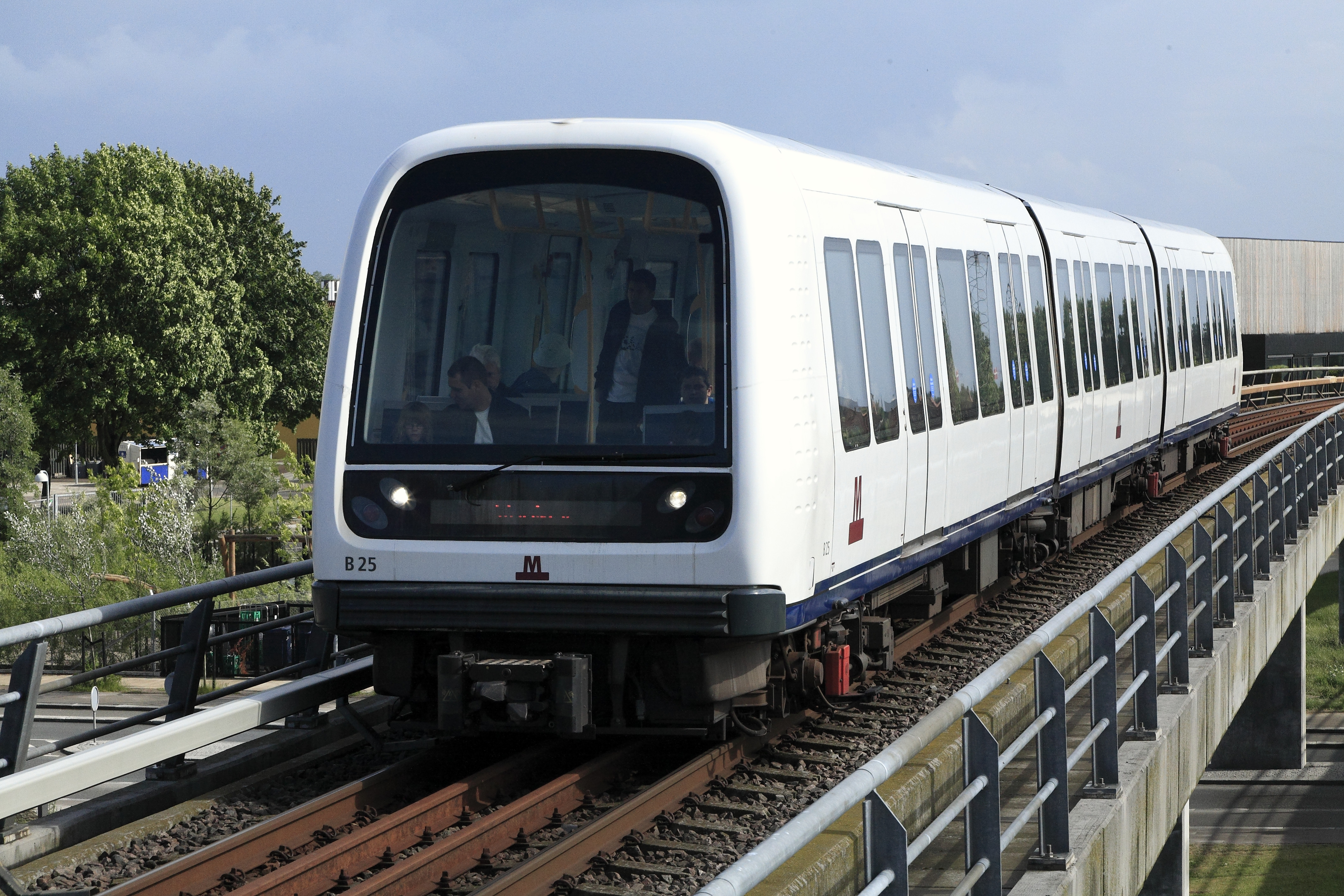
Triebwagen vor dem Bf DR Byen

Für die Kopenhagener Metro baute die italienische Firma AnsaldoBreda 81 neu entwickelte Gelenkwagen nach einem Entwurf von Italdesign Giugiaro. Die dreiteiligen Wagen, die nur in der Werkstatt getrennt werden können, sind 39 Meter lang. Sie wiegen 52 Tonnen und laufen auf vier Drehgestellen. Die beiden mittleren sind Jakobsdrehgestelle. Die Wagenkästen, die aus einer Aluminium-Konstruktion bestehen, sind 2,65 Meter breit. Die Höchstgeschwindigkeit beträgt 80, bei der zweiten Serie 90 Kilometer pro Stunde, in Kopenhagen wird eine Durchschnittsgeschwindigkeit von 37 km/h erreicht. Die Einheiten sind an den Enden mit BSI-Kompaktkupplungen mit seitlichen Kontaktaufsätzen oder mit Scharfenbergkupplungen ausgerüstet. Ein vierter Wagenkasten kann bei Bedarf eingefügt werden. Die Fahrspannung von 750 Volt Gleichstrom wird über seitliche, von unten bestrichenen Stromschienen zugeführt, pro Wagenseite gibt es drei Stromabnehmer. Die Spurweite entspricht der üblichen Regelspur von 1435 mm.
Die Züge sind fahrerlos und fahren vollautomatisch, jedoch können sie im Notfall auch durch „Metro Stewards“ manuell gefahren werden. Entsprechend gibt es an Stelle der Führerstände nur abgedeckte Hilfsfahrpulte. Der Innenraum ist, vollkommen konträr zum Stationendesign, in den Farben Blau, Weiß und Gelb gehalten. Die Sitzplätze sind meist quer zur Fahrtrichtung in Abteilform 2+2 angeordnet. Die ursprüngliche Innenausstattung hatte 72 Quersitze, 24 Klappsitze und 204 Stehplätze. Neuere Fahrzeuge verfügen für einen schnellen Fahrgastwechsel über weniger Sitze. Das Innere der Züge wird durch Kameras überwacht. Vor Abfahrt der Züge ertönt sowohl ein akustisches als auch ein optisches Signal. An allen zwölf Türen befindet sich je ein „Call Point“, mit dem die Fahrgäste im Notfall Verbindung mit der Leitzentrale aufnehmen können.
Für die Linien M1 und M2 wurden 42 Einheiten beschafft. Die Erstbestellung umfasste davon 19 für die erste, 7 für die zweite und 8 für die dritte Phase zum Kopenhagener Flughafen. Weitere acht Züge lieferte AnsaldoBreda gemeinsam mit den 39 Zügen für Cityringen (M3 und M4) von 2014 bis 2020.

## Betriebswerkstätten

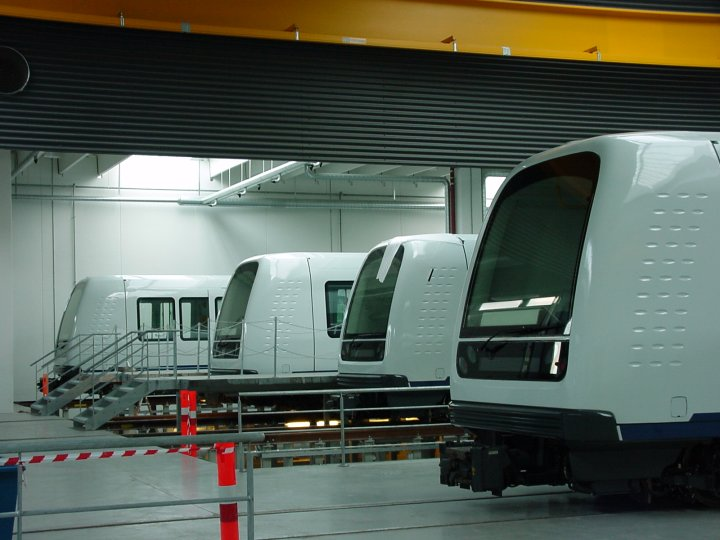
Betriebswerkstatt Ørestad

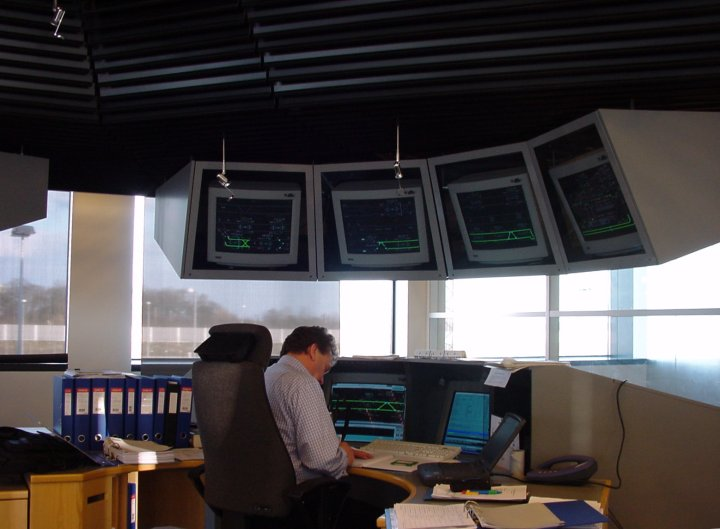
Betriebszentrale

Die Instandhaltung der Fahrzeuge der Linien M1 und M2 erfolgt in der Betriebswerkstatt Ørestad. Sie befindet sich hinter der Station Vestamager und besitzt eine kleinere Halle sowie eine größere überdachte Abstellanlage.
Das Depot gliedert sich in zwei Teile. Zusammengefasst sind in einem Teil die Wasch-, Säuberungs- und Abstellanlagen, die vollkommen automatisch bedient werden, im anderen Teil werden die Wagen repariert und die erforderlichen Hauptuntersuchungen der Einheiten durchgeführt. Östlich der Halle ist eine Teststrecke vorhanden.
Für den Cityring wurde eine zweite Anlage beim Sydhavn südlich eines Eisenbahnbetriebswerks errichtet.

## Weiterführende Informationen